# Bleeding Through
Bleeding Through är ett amerikanskt metalcore-band från Orange County, Kalifornien, som bildades 1999. Bandet avslutade karriären 2014 men återförenades 2017 och är aktivt sedan dess. De har släppt nio studioalbum, varav det senaste, Nine, i februari 2025.

## Medlemmar

### Nuvarande medlemmar
- Brandan Schieppati – sång (1999–2014, 2017– )
- Derek Youngsma – trummor (2001–2014, 2017– )
- Marta Demmel – keyboard, sång (2002–2014, 2017– )
- John Arnold – gitarr (2022– )
- Brandon Richter – gitarr (2023– )

### Tidigare medlemmar
- Javier Van Huss – gitarr (1999)
- Marc Jackson – basgitarr (1999–2000)
- Chad Tafolla – gitarr (1999–2001), basgitarr (1999)
- Troy Born – trummor (1999–2001)
- Dave Peters – gitarr (1999)
- Vijay Kumar – basgitarr (2000–2002)
- Molly Street – keyboard (2000–2002)
- Mick Morris – basgitarr (2002; död 2013)
- Jona Weinhofen – gitarr (2007–2009)
- Scott Danough – gitarr (1999–2007, 2013–2014)
- Dave Nassie – gitarr (2009–2014)
- Brian Leppke – gitarr (2001–2014, 2017–2022)
- Ryan Wombacher – basgitarr (2002–2014, 2017–2025)[3][4]

### Turnerande medlemmar
- Mark Garza – trummor (2010)

## Diskografi
Studioalbum
- 2001 – Dust to Ashes
- 2002 – Portrait of the Goddess
- 2003 – This Is Love, This Is Murderous
- 2006 – The Truth
- 2008 – Declaration
- 2010 – Bleeding Through
- 2012 – The Great Fire
- 2018 – Love Will Kill All
- 2025 – Nine

Singlar
- 2007 – "Line in the Sand (Scrap 60 Remix)"
- 2010 – "Revolving Hype Machine"

Video
- 2004 – The Show Must Go Off!: This Is Live, This Is Murderous
- 2005 – Wolves Among Sheep